# أبو منجل ناسك

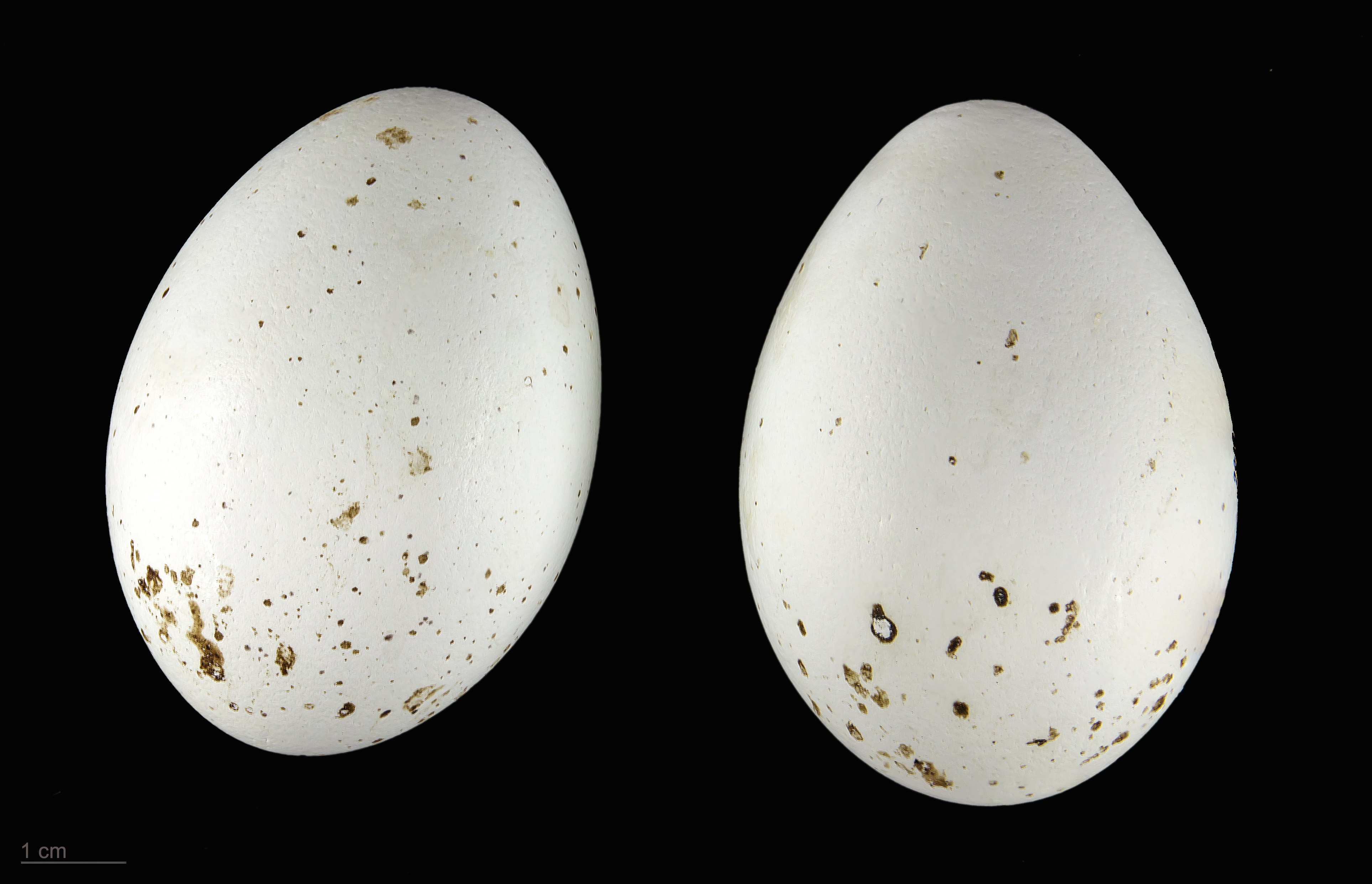
Geronticus eremita

أبو منجل الناسك أو أبو منجل الأقرع الشمالي، أبو منجل الأصلع (الاسم العلمي: Geronticus eremita) (بالإنجليزية: Northern Bald Ibis)‏ هو نوع من أنواع الطيور الكبيرة الذي ينتمي إلى تحت فصيلة أبو منجل وينتشر بشكل عام قرب الأنهار.

## المسكن

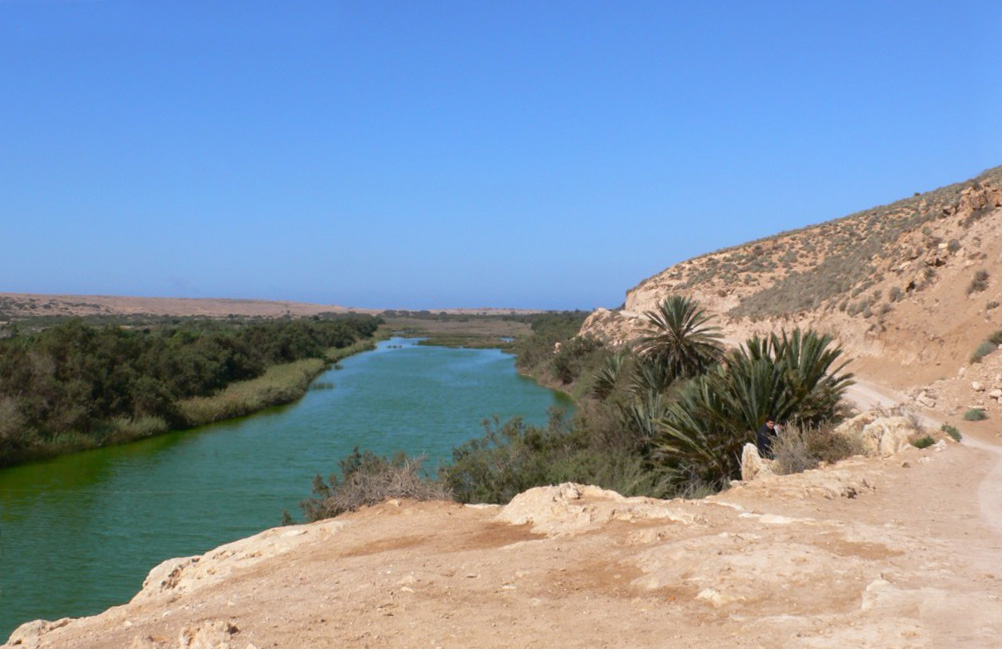
محيط أبو منجل الاقرع بالمنتزه الوطني بماسة بالمغرب

يعد هذا الطائر من الحيوانات المهددة بالانقراض بصورة حرجة، حيث بلغ عدد الطيور في البرية 420 فرداً فقط، وعدد الطيور التي تربى في المحميات حوالي 1500. كان نطاق انتشاره سابقاً يشمل الشرق الأوسط، شمال أفريقيا، وفي جبال الألب الأوروبية، رغم أنه انقرض في الاونة الأخيرة منذ 400 سنة تقريباً. ينحصر انتشار أبو منجل الأقرع الشمالي حالياً في الشرق الأوسط وشمال أفريقيا وبعض مناطق الصحراء الكبرى، خاصة في سوريا والجزائر والمغرب وتركيا. كان يعتقد بأن انتشار هذه الطيور في البرية انحصرت في المغرب، حتى تم اكتشاف مستعمرة في سوريا في عام 2002م.

## الهجرة
- الجماعة الشرقية: طيور أبو منجل الشرقية هي جماعة مهاجرة. كانت مجموعة الطيور الموجودة في تركيا تغادر مناطق التكاثر باتجاه مناطق التشتية في أواخر شهر حزيران/يونيو أو بداية شهر تموز/يوليو، وتعود إلى مناطق التكاثر في شهر شباط/فبراير. الطيور التي تتكاثر في سورية تهاجر جنوباً في شهر تموز/يوليو وتصل إلى مناطق التشتية في شمال شرق أفريقيا (أثيوبيا، إريتريا والسودان) وتعود إلى سورية في شهر شباط/فبراير.
- الجماعة الغربية: طيور أبو منجل الغربية الموجودة في المغرب والجزائر متفرقة وحركتها غير منتظمة، ومع أنه لا يعرف الكثير عن مناطق تشتيتها فقد لوحظت تواجدها في بعض المواقع في موريتانيا ومالي. معظم طيور أبو منجل الموجودة في جبال الأطلس تغادر مناطق تكاثرها ولكنها تبقى في المغرب. طيور أبو منجل التابعة لجماعة منطقة سوس ماسة المغربية وتبدو مقيمة تماما في تلك المنطقة ولكن قد تحدث بعض التنقلات بين شهري أيلول/سبتمبر وكانون الأول/يناير.

## السلوك
تبدأ طيور أبو منجل الأصلع نشاطها اليومي متأخرة مقارنة بأنواع الطيور الأخرى. ففي الأيام الباردة تغادر طيور أبو منجل مناطق مبيتها بعد الساعة التاسعة صباحاً. وعادة ما تشمل نشاطات الطيور في بداية اليوم سلوك التحمية (تثاؤب، وتنظيف الريش) ثم تبادل ما يشبه التفقد الصباحي وتبادل التحيات مع شركائها أو مع الطيور الأخرى في المستعمرة. ثم تتوجه بعدها الطيور إلى مناطق التغذية للبدء بنشاطات البحث عن الغذاء. الفترات التي تكون طيور أبو منجل فيها في أوج نشاطها هي فترة قبيل منتصف النهار بساعتين (بين الساعة 10-12 ظهراً) وخلال فترة العصر حتى قبيل المغرب (بين الساعة 15-17). خلال فترة ما بين الظهيرة والعصر تكون معظم الطيور في راحة لمدة 1-2 ساعة في مناطق استراحتها. وعادة ما تقلل درجات الحرارة المنخفضة (أقل من 10 مئوية/سيليزيوس) وهطول الأمطار أو الثلوج من نشاط الطيور.
سلوك الراحة:
- تُظهر طيور أبو منجل الأصلع سلوك راحة مختلف. تنظيف الريش يشكل جزء كبير من النشاطات اليومية. ويتضمن سلوك الراحة تنظيف الريش المتبادل، الاستحمام بالماء، والاستحمام الشمسي. يمكن مشاهدة التنظيف المتبادل للريش بين الطيور على مدار العام، وخاصة في بداية وخلال فترة التكاثر، وعلى الغالب بين الأزواج وبين الآباء والفراخ.

سلوك التصارع:
- نادراً ما تبدي طيور أبو منجل الأصلع سلوك عدائياً ضمن المجموعة، باستثناء فترة التكاثر، عندما يتم التصارع على مناطق الأعشاش أو على مواد بناء الأعشاش. ومع ذلك، فإن المنقار مرن نسبياً ولا يُعتبر سلاح خطراً. ولتجنب الاقتتال، تظهر الطيور وقفات استرضاء وتسامح «التحيات». ومما لا ريب فيه، أن التحيات هي أهم سمة مميزة لطيور أبو منجل

## الخصائص الفيزيائية

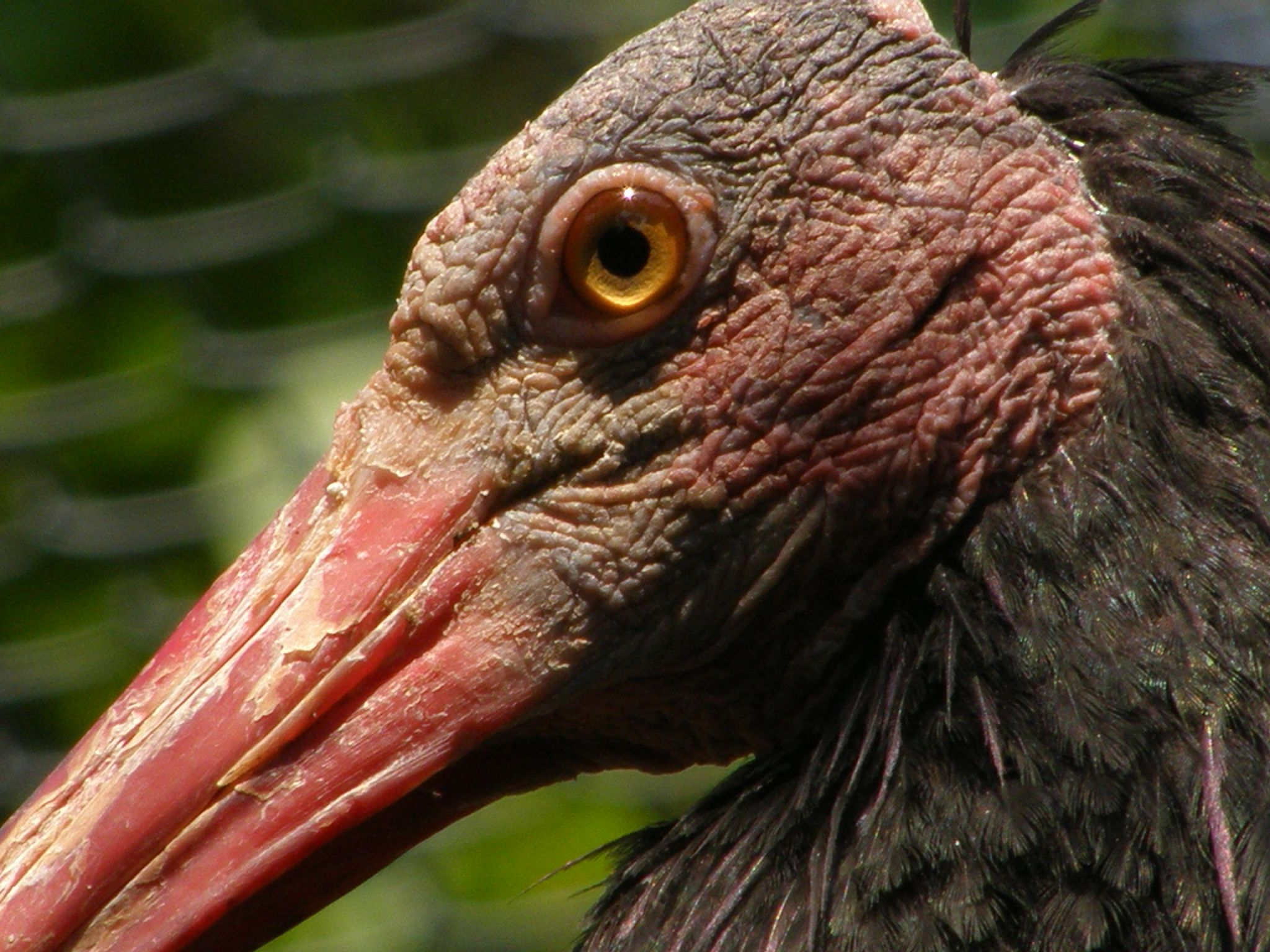
وجه أبومنجل الاقرع

يتميز أبو منجل الأقرع الشمالي بريشه الأسود اللامع الذي يكسو جسمه فيما عدا رأسه ووجهه، ومنقاره المعقوف، ووجهه الأحمر اللون. يتراوح طوله ما بين 70 إلى 80 سم تقريباً، ويبلغ عرض جناحيه ما بين 120 إلى 135 سم.
| الحيوانات | طول الذكور | طول الإناث |
| --------- | ---------- | ---------- |
| المغرب    | 141.1سم    | 133.5سم    |
| تركيا     | 129.0سم    | 123.6سم    |

## الأسماء المحلية
ولهذا الطائر أسماء عدة في كل الدول التي يتواجد بها :
- إيبس شوف(Ibis Chauve)بفرنسا.وتعني الزاغ ذو المنقار المحني،
- أبو منجل أقرع شمالي (Northern Bald Ibis)،أبو منجل الناسك (Hermit Ibis) بإنجلترا.
- والدراب (Waldrapp) بألمانيا.
- كلايناك (Kelaynak) بتركيا.
- إيبس إريميتا(أبو منجل الناسك) (Ibis eremita) بإسبانيا.
- يسميه الجزائريون (بعيشا القرعة) بالجزائر.
- يسميه المغربيون (ببو منجل الكارير) بالمغرب.
- يسمسه السوريون ب(طيور النوق) وهو جمع ناقة نظراً لأنه يحاكي في مشيته مشية الناقة.

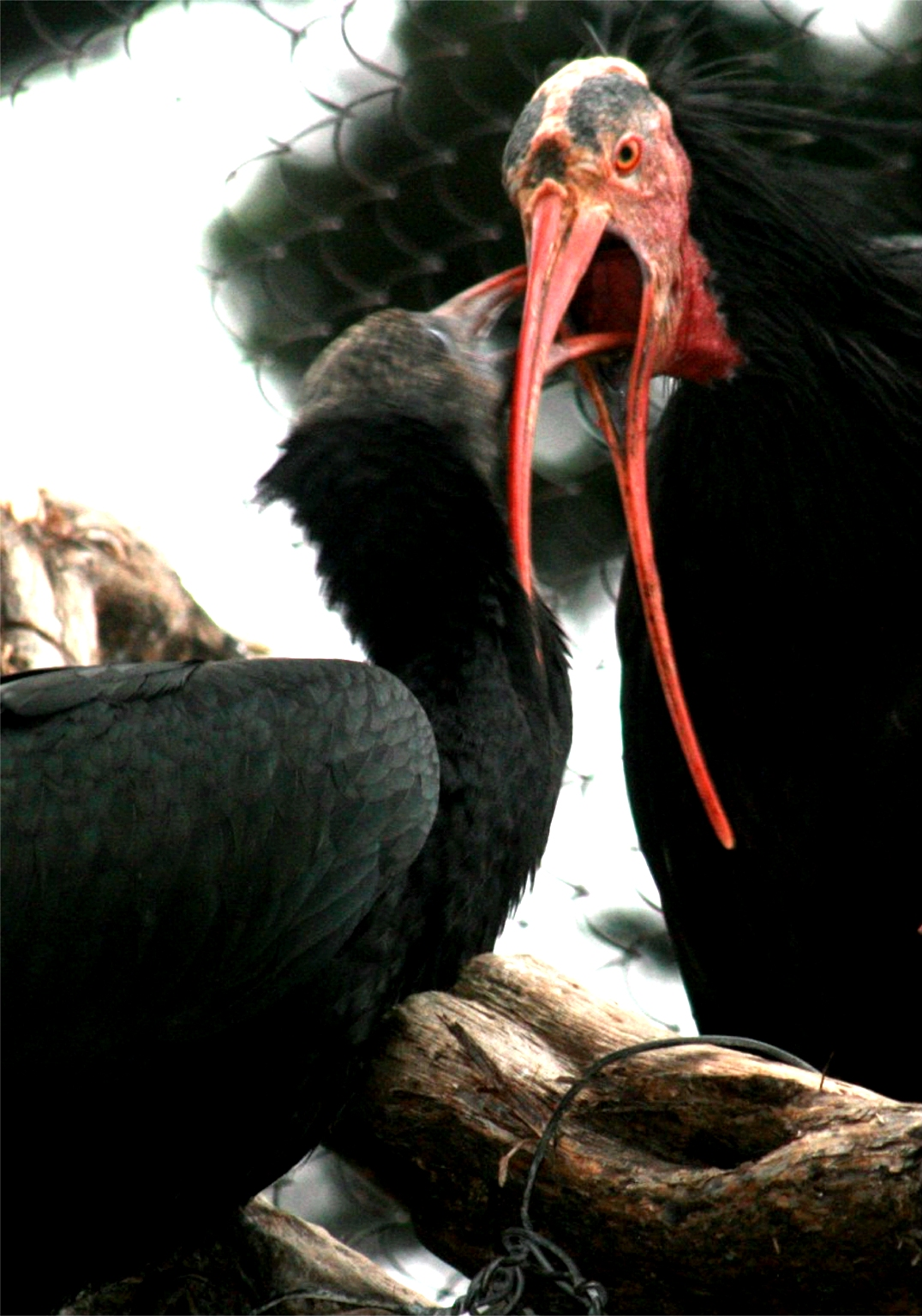
أبو منجل مع صغاره

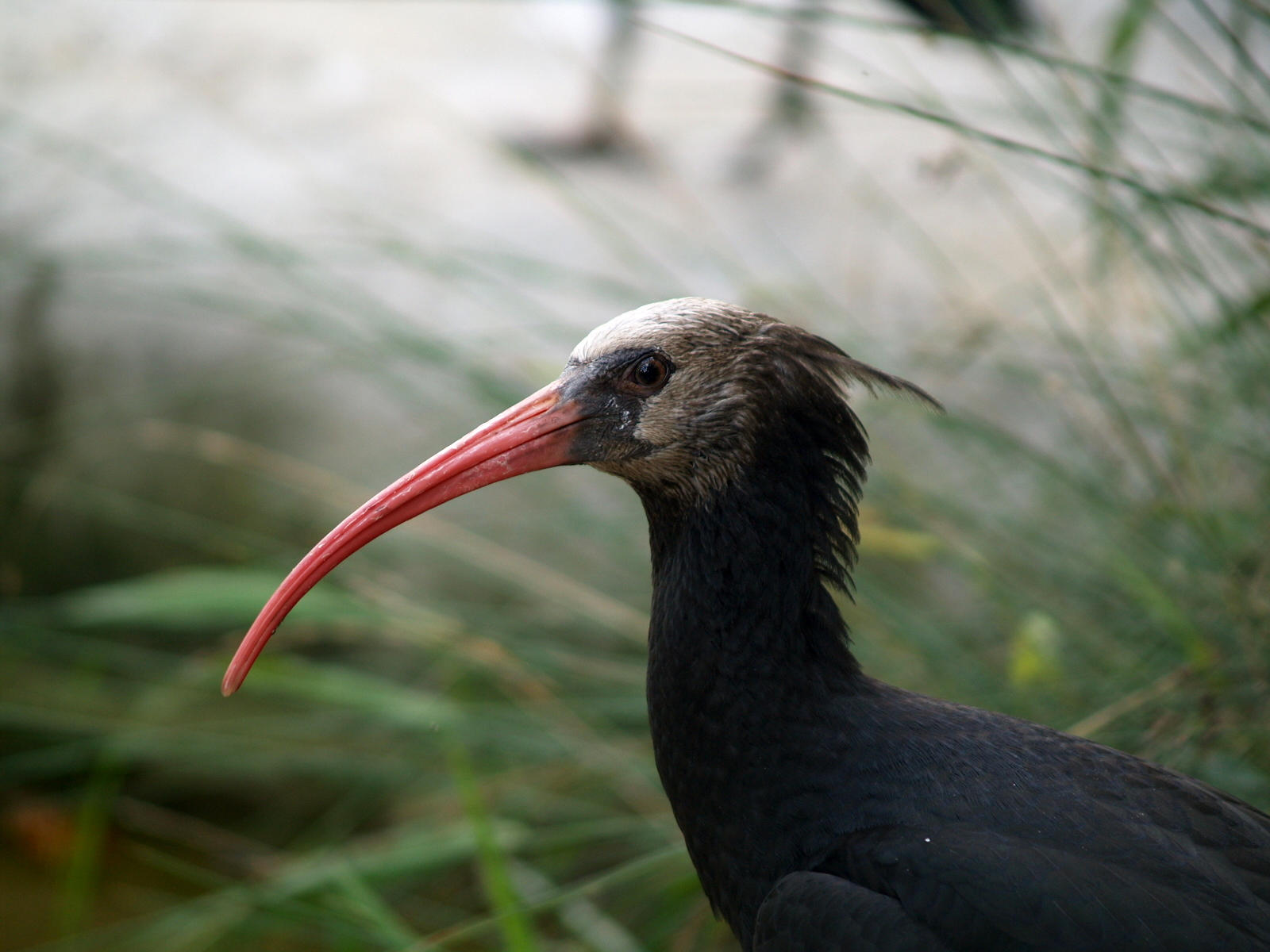
أبو منجل